# Rolling Hills (Kentucky)
Rolling Hills – miasto w Stanach Zjednoczonych, w stanie Kentucky, w hrabstwie Jefferson.